# Нижний Редиу
Нижний Редиу (рум. Rediul de Jos, Редиул-де-Жос) — село в Фалештском районе Молдавии. Наряду с сёлами Старый Албинец, Новый Албинец и Верхний Редиу входит в состав коммуны Старый Албинец.

## География
Село расположено на высоте 173 метров над уровнем моря.

## Население
По данным переписи населения 2004 года, в селе Редиул-де-Жос проживает 271 человек (123 мужчины, 148 женщин).
Этнический состав села:
| Национальность | Число жителей | Процентный состав |
| -------------- | ------------- | ----------------- |
| молдаване      | 267           | 98.52             |
| русские        | 3             | 1.11              |
| украинцы       | 1             | 0.37              |
| Всего          | 271           | 100%              |